# EARTH×HEART LIVE
EARTH×HEART LIVE（アース・バイ・ハート・ライブ）は、毎年4月22日のアースデー前後に行われている、エフエム東京(TOKYO FM)と全国FM放送協議会(JFN)が主催するコンサート。本項では、TOKYO FM主催のアースデー・コンサートの歴史も含めて記述する。

## 概要
1990年に初回を開催。1997年までは『WE LOVE MUSIC, WE LOVE THE EARTH』というタイトルだったが、1998年、特別協賛するコスモ石油の社名を冠した『コスモ アースコンシャス アクト アースデー・コンサート』に改称、同社は2009年まで協賛を継続した。
2011年に発生した東日本大震災を受けてコンセプトを修正、翌2012年から現在の名称となっている。公演は東京都内もしくはその近郊の会場で行われているが、2017年は盧舎那仏像の開眼1265年を慶讃して、奈良県奈良市の東大寺で開催。初めての関西公演となった。
このコンサートの模様は、JFNに加盟しているFM局にて、ステレオ放送でネット中継されるほか、アジアをはじめとする各国のラジオ局、パラオのエコパラダイスFMでも放送される。
2020年をもっていったん中断している（後述）。

## 公演記録
WE LOVE MUSIC, WE LOVE THE EARTH
- 1990年 - 渡辺貞夫、ジェームス・テイラー、リー・リトナー、デイヴ・グルーシン ほか
- 1991年 - 坂本龍一、ユッスー・ンドゥール
- 1992年 - 久保田利伸、キャロン・ウィーラー
- 1993年 - TOSHI、ジャニス・イアン
- 1994年 - サンタナ、オルケスタ・デ・ラ・ルス
- 1995年 - アース・ウィンド・アンド・ファイアー、小室哲哉
- 1996年 - ドゥービー・ブラザーズ、玉置浩二
- 1997年 - エターナル、MAX

コスモ アースコンシャス アクト アースデー・コンサート
- 1998年 - ダリル・ホール&ジョン・オーツ、SING LIKE TALKING
- 1999年 - DREAMS COME TRUE
- 2000年 - 山崎まさよし、スガシカオ、杏子
- 2001年 - 忌野清志郎、hitomi、19
- 2002年 - CHAGE and ASKA、BoA、倖田來未、INSPi
- 2003年 - 佐野元春、忌野清志郎、夏川りみ
- 2004年 - 松任谷由実、佐野元春、今井美樹、森山良子、矢野顕子 ほか
- 2005年 - 宮沢和史、東京スカパラダイスオーケストラ、一青窈
- 2006年 - 倉木麻衣
- 2007年 - m-flo、大塚愛、RAG FAIR
- 2008年 - 絢香、 BONNIE PINK、ダニエル・パウター
- 2009年 - 絢香（小田和正がスペシャルゲストで出演）

TOKYO FM＆JAPAN FM NETWORK Present アースデー・コンサート2010
- 2010年 - 東京スカパラダイスオーケストラ、山崎まさよし、AKB48、amin

アース＆ヒューマンコンシャスライブ2011 supported by DUNLOP
- 2011年 - 今井美樹、植村花菜、ゴスペラーズ、藤井フミヤ

EARTH×HEART LIVE
- 2012年 - フィッシュマンズ、サカナクション
- 2013年 - 五月天、flumpool
- 2014年 - ASIAN KUNG-FU GENERATION、STRAIGHTENER、Nell、TIZZY BAC
- 2015年 - 松任谷由実、秦基博、JUJU
- 2016年 - でんぱ組.inc、スチャダラパー、Little Glee Monster
- 2017年 - 小柳ゆき、大黒摩季、石井竜也、ピーボ・ブライソン、野沢雅子、有馬和歌子、賈鵬芳
- 2018年 - スピッツ、sumika、SUNNY CAR WASH
- 2019年 - CHARA、BONNIE PINK、MINMI

※2020年以降は開催中止。

## 公演会場
- 日本武道館 - 1990年～1996年、1998年～2010年
- 国立代々木競技場第一体育館 - 1997年
- 東京国際フォーラムホールA - 2011年、2014年～2016年
- さいたまスーパーアリーナ - 2012年
- NHKホール - 2013年
- 東大寺 - 2017年
- Zepp ダイバーシティ東京 - 2018年
- TOKYO DOME CITY HALL - 2019年

## 2020年以降の扱い

### 2020年
当初は、2020年も4月15日に開催予定で、特別番組も予定されていたが、新型コロナウイルスの感染拡大防止によるイベント自粛要請により中止となった。
その代替として、2020年は『SCHOOL OF LOCK!』をベースとした10代向け特別番組『JFN EARTH DAY SPECIAL PROGRAM SCHOOL OF LOCK! presents STAY HOME ROCK FES.』が4月22日19:00 - 21:00に放送された。

### 2021年
2021年も新型コロナウィルスの感染拡大が続き、2度目の緊急事態宣言や蔓延防止等重点措置を受けて中止が決まった。
その代替として、TOKYO FMのブランドプロミス"Life Time Audio"をキーワードとし、遠山大輔をメインパーソナリティとした音楽番組『LIFE TIME AUDIO MY FIRST MUSIC 14歳のプレイリスト』を4月22日19:00 - 21:00に放送、草野マサムネとあいみょん、Official髭男dismの対談、山下達郎や福山雅治のスペシャルメッセージを放送。

### 2022年
4月22日にINIをメインパーソナリティとした『TO THE FUTURE From INI』を4月22日19:00 - 21:00に放送、ゲストとしてマシンガンズ滝沢、NPO法人あなたのいばしょ理事長の大空幸星が登場し、環境や社会問題について放送した。

### 2023年
4月22日に昨年に引き続きINIをパーソナリティとした『TO THE FUTURE From INI～アナタと学ぶ 未来のカタチ～』を4月22日19:00 - 21:00に放送、ゲストとして西村宏堂、斎藤幸平が登場し、放送した

### 2024年
4月22日に昨年に引き続きINIをパーソナリティとした『TO THE FUTURE From INI～アナタと叶える やさしい暮らし～』を4月22日19:00 - 21:00に放送、ゲストとして岸博幸(慶応義塾大学 大学院教授)、小島よしおが登場し、放送した
しかし、この回が最後となり、2025年のアースデイ当日はJFN加盟各局は各局別の通常番組編成したため、1990年の開始し34年続いたJFNのアースデイ特番は終了の運びとなった。